# Think (canção de Aretha Franklin)
"Think" é uma canção gravada pela artista musical norte-americana Aretha Franklin, presente em seu décimo terceiro álbum de estúdio, Aretha Now (1968). Foi composta pela própria artista em colaboração com Teddy White, enquanto sua produção ficou a cargo de Jerry Wexler. Lançada através da gravadora Atlantic Records em 2 de maio de 1968, foi usada como a primeira música de trabalho para auxiliar na divulgação do disco, sendo disponibilizada no formato 7" e, posteriormente, em download digital.
Recebida com aclamação da crítica especializada, que prezou suas letras feministas e referências ao movimento dos direitos civis dos negros nos Estados Unidos. Comercialmente, se posicionou entre as dez mais vendidas nos Estados Unidos e Canadá, onde alcançou a sétima posição na Billboard Hot 100 e a sexta colocação da The RPM 100, respectivamente. Em 2006, ocupou o décimo quinto lugar na lista das 200 Maiores Canções da Década de 1960s, feita através da revista Pitchfork.

## Recepção

### Crítica profissional
"Think" recebeu aclamação crítica após o seu lançamento, além de ser reconhecida por seu impacto na música contemporânea. A revista Entertainment Weekly a considera como uma "canção de emancipação" e descreve que a palavra "liberdade" nunca "soou tão verdadeiramente livre" quanto nesta obra. Uma equipe de escritores da Rolling Stone julga a faixa como uma das melhores do repertório de Aretha, afirmando que a canção "repercutiu em um grande nível cultural [...] servindo como tema da América Negra". A publicação refere-se ainda que o tema foi composto após a morte de Martin Luther King Jr.. Escrevendo para o jornal The Independent, Graeme Ross reconhece que "após transformar 'Respect' em um hino feminista atemporal, Franklin compôs sua própria emancipação feminina e étnica com 'Think', um clássico imortal".
Brian McCollum do USA Today reconhece que as letras do tema "ostensivamente dirigidas para um amante" foram "discretamente sublinhadas com a consciência social e política que Aretha simbolizava". Jason King da revista Pitchfork considera "Think" como um dos maiores "hinos feministas da história da cultura pop". Pela mesma publicação, Joe Tangari afirma que além de uma mensagem feminista, "Think" funciona como "uma poderosa mensagem de relações raciais", além de julgar que "se as palavras 'liberdade' no tema não te deixa cheio de energia, verifique seu pulso". Ed Hogan do AllMusic acredita que o tema "tem o mesmo tipo de energia estridente" de "Respect" (1967).

### Reconhecimentos
| Publicação | Lista                                  | Pos. | Ref.  |
| ---------- | -------------------------------------- | ---- | ----- |
| Pitchfork  | 200 Maiores Canções da Década de 1960s | 15   | [ 6 ] |

## Apresentações ao vivo
Em 1999, após uma entrevista para o programa The Oprah Winfrey Show, com intuito de divulgar a sua autobiografia Aretha: From These Roots (1998), Franklin apresentou algumas de suas canções mais famosas, incluindo "Respect" e "Think". Em 2001, o canal VH1 concedeu à artista um especial em homenagem ao seu impacto na música, durante a atração VH1 Divas Live. No espetáculo, localizado no Radio City Music Hall, Franklin interpretou "Think" acompanhada por um grupo de backing vocals.

## Versõescover
Em 1994, como uma das integrantes do programa infantil The Mickey Mouse Club, Christina Aguilera fez uma apresentação de "Think" ao final do programa. Em 2018, a artista voltou a interpretar a faixa durante um quadro do programa The Tonight Show Starring Jimmy Fallon e a incluiu no repertório de seu concerto, a The Liberation Tour. Para compor seu terceiro álbum de estúdio, How Sweet It Is (2002), Joan Osborne gravou uma versão rock de "Think". Durante sua participação no reality-show American Idol (2005), a competidora Katharine McPhee apresentou o tema em sua terceira semana no programa. Em 13 de fevereiro de 2011, durante um tributo à Aretha Franklin na abertura da 53ª cerimônia do Grammy Awards, Florence Welch apresentou sua própria versão do tema.